# Galia Solomonoff
Galia Solomonoff (Rosario, 1968) es una arquitecta argentina y directora creativa fundadora de Solomonoff Architecture Studio (SAS), una firma de arquitectura y diseño con sede en Nueva York, donde realiza obras de arquitectura y curaduría de arte. Entre sus proyectos más destacados se incluyen Dia:Beacon; Defective Brick Project; así como múltiples proyectos residenciales en Manhattan y Brooklyn; y propuestas para concursos de proyectos institucionales internacionales.

## Biografía
Nacida en París, pero desde muy chica vivió en Rosario, provincia de Santa Fe (Argentina). Es la mayor de tres hermanas hijas de Doris Bellmann y Carlos Solomonoff, ambos médicos que emigraron a París por problemas políticos durante tres años -donde nación Galia- y luego regresaron a la Argentina, donde nacieron sus dos hermanas.
En Rosario realizó los estudios secundarios en la Escuela Politécnica de Rosario, recibiéndose en 1985. Comenzó a estudiar arquitectura en la Universidad de Rosario, pero debido a que la falta de continuidad en la misma por los paros, rindió materias libres y durante un viaje de visita con su novio Fabián Marcaccio a Nueva York, quien había ganado una beca para estudiar pintura allí. Luego de esta visita ella decidió radicarse en Estados Unidos, donde se casaría con Fabián. Allí realizó una licenciatura en Arquitectura en el City College de Nueva York en 1991, recibiéndose con honores, siendo aceptada para una maestría en Arquitectura en la Universidad de Columbia. En dicha universidad, donde recibió el Premio McKim a la Excelencia en Diseño y el Premio de Viaje William Kinne Fellows para estudiar en Uruguay la obra del arquitecto uruguayo Eladio Dieste con los ladrillos. Allí conoció su estudio y el sus obras y proceso de diseño y construcción.
En 1993 trabajó en una pasantía con Rafael Viñoly, durante la cual participó en el proyecto del Foro Internacional de Tokio. También realizó trabajos con  OMA/Rem Koolhaas (Office for Metropolitan Architecture) y Bernard Tschumi Architects.
Ha sido profesora en la Escuela de Diseño de Rhode Island, la Universidad de Princeton, Cooper Union, la Universidad de Yale y la Escuela de Posgrado de Arquitectura, Planificación y Preservación de la Universidad de Columbia. Allí desarrolló un proyecto centrado en el que exploraban los límites de la materia mediante piezas de ladrillos escultóricos, que logró exponer en diversas galerías de arte de Nueva York.
En el año 2004 fundó SAS (Solomonoff Architecture Studio) que se encuentra en la ciudad de Chelsea, desde el cual ha realizado gran cantidad de trabajos con artistas internacionales, así como proyectos de distinto tipo y envergadura, tanto en Estados Unidos como otros países, como Brasil. Ha recibido dos Premios de Diseño AIA, becas de la Fundación para las Artes de Nueva York y del Fondo Nacional para las Artes, y ha sido reconocida en la serie Voces Emergentes de la Liga de Arquitectura de Nueva York. Ha aparecido en el New York Times, en el primer número de la revista independiente "Design Hunting" de Wendy Goodman, en la revista More Magazine y en Designers & Books. En 2007, Nueva York la nombró parte de la "próxima garde" de Nueva York.